# 科內茨維爾 (印地安納州)
科內茨維爾（英語：Cornettsville）是位於美國印地安納州戴維斯縣的一個非建制地區。該地的面積和人口皆未知。

## 地理
科內茨維爾的座標為38°45′24″N 87°06′36″W / 38.75667°N 87.11000°W，而該地的平均海拔高度為151米（即495英尺）。